# .sx
.sx es el dominio de nivel superior geográfico (ccTLD) en el sistema DNS para San Martín (Países Bajos).